# Трансильванская школа

Скульптурная группа «Трансильванская школа» из Клуж-Напока, работа скульптора Ромула Ладеа. Слева направо: Самуил Мику-Кляйн, Георге Чинкай и Петру Майор.

Трансильванская школа (также Арделянская школа; Семиградская школа, Латинская школа, рум. Şcoala Ardeleană, Шкоала Арделянэ) — политическое и культурно-языковое движение румынской интеллигенции среди иезуитов и униатов на территории австро-венгерской Трансильвании (венг. Erdély).

## История
Движение зародилось во второй половине XVIII — начале XIX веках как литературно-лингвистическое в Трансильвании, но в XIX—XX веках его ответвления постепенно распространились на территории Валашского княжества, а затем в Объединённого княжества Валахии и Молдавии и независимой Румынии. Теоретической основой движения стала работа молдавского господаря Дмитрия Кантемира «Хроника стародавности Романо-Молдо-Влахов», копию которой приобрёл епископ Самуил Мику-Клейн (чей дядя Иннокентий Мику-Клейн также был епископом, использовавшим своё место в трансильванском парламенте для борьбы за права румынского населения и отмену крепостничества). В своей работе Кантемир, подобно молдавским летописцам-гуманистам, настаивает на том, что румыны (то есть молдаване, валахи и трансильванцы) происходят исключительно от римлян, и добавляет, что не от простых римлян, а от знатных родов: «народ романо-молдо-валахов не был рождён из разной смеси, а из римских граждан».
Термину «румыны», прежде обозначавшему с XVII века в Валахии крепостных крестьян, представители школы стали придавать этническое значение с целью подчеркнуть римское происхождение народа.
Представители Трансильванской школы ратовали за сближение румынской и западно-европейской литератур, отстаивали «чистое» латинское происхождение румын, доходя в этом до абсурда. Одно из направлений — пуристское отношение к славянизмам и искусственная латинизация языка.
Между умеренными и крайними представителями латинистского течения происходили столкновения. Более умеренными были Джордже Барициу, Георге Мунтяну, Иосиф Ходош и др., а среди сторонников латинистского направления были Г. Сэулеску, Тимотей Чипариу, Август Требониу Лауриан, Ион К. Массиму и др. С преувеличениями некоторых представителей латинизма боролись молдавские и валашские писатели того времени: Алеку Руссо, Костаке Негруцци, Василе Александри, Александру Одобеску, Богдан Петричейку Хашдеу, Титу Майореску.
Латинское течение прекратило свое влияние примерно в 1880 году, то есть через полвека после своего появления.
Именно представители школы окончательно закрепили в литературе термин «румынский язык».
С 1830-х годов в школах Валахии и Молдавии начали внедряться антирусские стереотипы. Со временем восприятие России стало меняться: вместо идеи всеправославного единства, союза против Турции (Османской империи) и консерватизма приходили идеи независимости, латинизма и реформизма по французскому революционному образцу.
Среди видных представителей данного движения — Самуил Мику-Клейн, Ион Будай-Деляну и Петру Майор.